# Казахстанско-хорватские отношения
Казахстанско-хорватские отношения — двусторонние дипломатические отношения между Республикой Казахстан и Республикой Хорватия.

## История
Дипломатические отношения были установлены 20 октября 1992 года. В 1995—1997 годах в Алматы работало представительство Республики Хорватия.
18-19 июля 2001 года президент Казахстана президент Казахстана Нурсултан Назарбаев посетил Хорватию с официальным визитом. Во время поездки он встретился с президентом Хорватии Степаном Месичем, премьер-министром Ивицей Рачаном, депутатами парламента Хорватии, деловыми кругами в Торгово-промышленной палате Хорватии. Президенты подписали Декларацию об основах взаимоотношений между Республикой Казахстан и Республикой Хорватия. В ходе визита Назарбаев был удостоен высшей государственной награды Хорватии — ордена Короля Томислава. После официальной части визита Назарбаев совершил ознакомительную поездку по стране, также состоялась встреча «без галстуков» президентов Хорватии, Казахстана и Словении, на которой главы государств обсудили широкий круг вопросов международной безопасности и экономического сотрудничества.
Президент Хорватии Степан Месич посещал Казахстан 3 раза: с официальным визитом 18-21 апреля 2002 года, на инаугурацию президента Казахстана 10-11 января 2006 года, с рабочим визитом в июле 2007 года.
В 2003 году было открыто консульство Республики Казахстан в Загребе.
11 июля 2006 года президент Казахстана Нурсултан Назарбаев совершил государственный визит в Хорватию. В рамках визита он встретился с президентом Хорватии Степаном Месичем, премьер-министром Хорватии Иво Санадером. Было принято совместное заявление о поддержке хорватской стороной процесса вступления Казахстана во Всемирную торговую организацию.
19 декабря 2007 года президентом был подписан указ об открытии посольства Республики Казахстан в Республике Хорватия.
В декабре 2010 года президент Хорватии Иво Йосипович посетил Казахстан для участия в Саммите ОБСЕ.
С декабря 2018 года начало функционировать посольство Хорватии в Казахстане.

## Экономическое сотрудничество
По данным КГД МФ РК в в 2021 году товарооборот между Казахстаном и Хорватией составил 680,9 млн долларов США, в том числе импорт из Хорватии — 661,8 млн, экспорт из Казахстана — 19,1 млн; в 2022 году товарооборот составил 361,4 млн, в том числе экспорт — 340,9 млн, импорт 20,5 млн; в 2023 году товарооборот составил 432 млн, в том числе экспорт — 397,98 млн, импорт — 34,03 млн. В структуре экспорта из Казахстана преобладают нефть, нефтепродукты и нелегированный алюминий. Импорт из Хорватии в основном состоит из медикаментов, электротоваров, косметических товаров, средств гигиены, пищевых продуктов, строительных материалов и др.

## Послы Казахстана в Хорватии
1. Аслан Мусин (4 марта 2014 — 4 января 2017)
2. Толежан Барлыбаев (11 мая 2017 — 30 марта 2022)
3. Алтай Абибуллаев (30 марта 2022 — 24 марта 2023)
4. Акылбек Камалдинов (16 июня 2023 — 5 января 2025)
5. Даулет Батрашев (5 января 2025 — н. в.)

## Послы Хорватии в Казахстане
1. Рефик Шабанович (2019 — н. в.)